# Kornica (Bośnia i Hercegowina)
Kornica (cyr. Корница) – wieś w Bośni i Hercegowinie, w Republice Serbskiej, w gminie Šamac. W 2013 roku liczyła 302 mieszkańców.